# デインドリーム
デインドリーム（Danedream、2008年5月7日 -2023年8月31日 ）はドイツで生産・調教された競走馬である。おもな勝ち鞍は2011年のベルリン大賞、バーデン大賞、凱旋門賞、2012年のキングジョージ6世&クイーンエリザベスステークス、バーデン大賞。2011年のカルティエ賞最優秀3歳牝馬。

## 概要
母デインドロップはアイルランド生産馬で、17,000ユーロで取引されドイツに渡ってきた。父ロミタスは1991年のドイツ年度代表馬である。デインドリームはドイツ生産馬であるが、代々ドイツで紡がれてきた血統ではない。1歳時に9,000ユーロで取引されるなど、評価は高くなかった。馬主も「地元の小さな競馬場で息長く走ってくれればいい」としていた。

### 2010年
2歳時から積極的に遠征し、フランスでも出走した。フランスでは欧州牧畜基金クリテリウムで1位入線するも3着に降着となる憂き目にあった。G1マルセルブサック賞にも挑戦し、6着となっている。その後ドイツでもう1戦して休養に入った。ここまで5戦1勝と、目立つ馬ではなかった。

### 2011年
3歳緒戦はイタリアで走りリステッド競走4着、デルビーイタリアーノ3着と好走した。オークスイタリアーノ（イタリアオークス）では道中3番手につけ、直線残り400メートルでムチが入るとよく伸び後続に6馬身差をつける圧勝で海外で重賞初勝利を決めた。フランスに遠征してのマルレ賞では敗れたが、ドイツに戻り古牡馬との初対戦となるベルリン大賞では馬群の真ん中から、直線残り400メートルで抜け出し5馬身差で勝利した。続くバーデン大賞ではわずか6頭立てのレースとなったが、道中2番手から早めにスパートし逃げた前年優勝馬のナイトマジックを楽に交わして6馬身差でG1競走2連勝とした。ベルリン大賞・バーデン大賞とも父ロミタスとの父娘制覇となっている。
9月29日に社台ファーム代表の吉田照哉がデインドリームの権利の半分を購買した。秋華賞にも登録していたが、凱旋門賞に10万ユーロの追加登録料を払い登録を行った。凱旋門賞では、道中先行したヒルノダムールのすぐ後ろを進み、残り200メートルで後続を突き放し5馬身差で勝利した。凱旋門賞勝利はドイツ産馬としては初、ドイツ調教馬としては1975年のシュターアピール以来36年ぶり2頭目の快挙だった。鞍上のアンドレアシュ・シュタルケもドイツ人として初の凱旋門賞勝利騎手となった。また、この年の凱旋門賞ウィークエンドは晴天が続き、レコードタイムが続出する馬場となったこともあり、1997年にパントレセレブルが記録した2.24.6を更新するレコードタイムでの決着となった。
11月15日にはカルティエ賞が発表され、最優秀3歳牝馬に選出された。
その後日本に遠征し、11月27日のジャパンカップに1番人気で出走。後方追走から直線で大外から脚を伸ばすも6着に終わった。

### 2012年
4歳初戦は5月20日に行われたバーデン企業大賞。4番手で追走し直線入り口で先頭に並びかけすぐに抜け出すと、残り1ハロンで外から2頭に追い上げられるも、3/4馬身差で勝利した。
次に6月24日に行われたサンクルー大賞に出走。抜けた人気となるが、先頭から3馬身余り遅れた4頭立ての4着と期待を裏切る形となる。
そして7月21日のキングジョージ6世&クイーンエリザベスステークスに出走、前年の優勝馬ナサニエルを直線での接戦の上ゴール手前で交わして優勝。なお、凱旋門賞とキングジョージを共に制した牝馬は史上初となる。また、ドイツ馬初のキングジョージ優勝であった。
10月2日、史上6頭目の連覇がかかっていた凱旋門賞を断念する事が決定した。デインドリームが在厩しているドイツのケルン競馬場で馬伝染性貧血に感染した馬がいることが判明。半径1.5km以内にいる馬の移動が3か月間禁止されたため。
その後陣営は馬伝染性貧血の最終チェックを経て同厩舎馬と共にドバイへの遠征を予定していたが、馬主サイドと調教師サイドによる協議の末、12月21日に現役を引退する事を発表した。

### 引退後
2013年からイギリスのニューセルズパークスタッドで繁殖牝馬となり、初年度はイギリスのバンステッドマナースタッドで供用されているFrankelと交配された。
2014年1月27日、初仔となる牝馬を出産した。
2020年12月に日本に輸入され、2021年より社台ファームで繁殖牝馬として供用されていたが、2023年8月31日に蹄葉炎の悪化で安楽死措置が取られた。

## 競走成績
| 出走日     | 競馬場           | 競走名                                         | 格 | 距離（馬場）  | 着順 | 騎手         | 斤量 | タイム    | 着差        | 1着（2着）馬     |
| ---------- | ---------------- | ---------------------------------------------- | -- | ------------- | ---- | ------------ | ---- | --------- | ----------- | ---------------- |
| 2010.06.20 | ヴィサンブール   | レネヘマール賞                                 |    | 芝1200m (Gd)  | 1着  | S.ブリュー   | 54.5 | 1.13.04   | 2 1/2馬身   | (Kirolus)        |
| 0000.07.25 | ケルン           | オッペンハイムレネン                           | L  | 芝1400m (Gd)  | 3着  | F.ミナリク   | 56.5 |           | (5 3/4馬身) | Acadius          |
| 0000.08.21 | ドーヴィル       | 欧州牧畜基金クリテリウム                       | L  | 芝1600m (GS)  | 3着* | M.ギュイヨン | 54.5 | (1.42.30) | （3/4馬身） | Klammer          |
| 0000.10.03 | ロンシャン       | マルセルブサック賞                             | G1 | 芝1600m (Sft) | 6着  | A.シュタルケ | 56   |           | 5 3/4馬身   | Misty for Me     |
| 0000.10.24 | バーデンバーデン | ヴィンターケーニギン賞                         | G3 | 芝1600m (Hy)  | 3着  | F.ミナリク   | 58   |           | 1 3/4馬身   | Djumama          |
| 2011.04.10 | サンシーロ       | セレーニョ賞                                   | L  | 芝1600m (Gd)  | 4着  | A.ゴリッツ   | 58   |           | 1馬身       | Bezique          |
| 0000.05.07 | カパネッレ       | デルビーイタリアーノ                           | G2 | 芝2200m (Gd)  | 3着  | A.シュタルケ | 56.5 |           | 4 1/2馬身   | Crackerjack King |
| 0000.05.29 | サンシーロ       | オークスイタリアーノ                           | G2 | 芝2200m (Gd)  | 1着  | A.シュタルケ | 56   | 2.15.2    | 6 1/2馬身   | (Good Karma)     |
| 0000.06.26 | サンクルー       | マルレ賞                                       | G3 | 芝2400m (GS)  | 5着  | M.ギュイヨン | 58   |           | 1 1/2馬身   | Testosterone     |
| 0000.07.24 | ホッペガルテン   | ベルリン大賞                                   | G1 | 芝2400m (Gd)  | 1着  | A.シュタルケ | 53   | 2.33.50   | 5馬身       | (Scalo)          |
| 0000.09.04 | バーデンバーデン | バーデン大賞                                   | G1 | 芝2400m (Sft) | 1着  | A.シュタルケ | 54.5 | 2.37.52   | 6馬身       | (Night MaGIc)    |
| 0000.10.02 | ロンシャン       | 凱旋門賞                                       | G1 | 芝2400m (Gd)  | 1着  | A.シュタルケ | 54.5 | R2.24.49  | 5馬身       | (Shareta)        |
| 0000.11.27 | 東京             | ジャパンカップ                                 | GI | 芝2400m（良） | 6着  | A.シュタルケ | 53   | 2.24.7    | 0.5秒       | ブエナビスタ     |
| 2012.05.20 | バーデンバーデン | バーデン企業大賞                               | G2 | 芝2200m (Gd)  | 1着  | A.シュタルケ | 58   | 2.16.59   | 3/4馬身     | (Ovambo Queen)   |
| 0000.06.24 | サンクルー       | サンクルー大賞                                 | G1 | 芝2400m (GS)  | 4着  | A.シュタルケ | 56.5 |           | 3馬身1/4    | Meandre          |
| 0000.07.21 | アスコット       | キングジョージ6世&クイーンエリザベスステークス | G1 | 芝2400m (GS)  | 1着  | A.シュタルケ | 59   | 2.31.62   | nse         | （Nathaniel）    |
| 0000.09.2  | バーデンバーデン | バーデン大賞                                   | G1 | 芝2400m ( )   | 1着  | A.シュタルケ |      | 2.36.23   |             |                  |

- 欧州牧畜基金クリテリウムは1位入線3着降着
- 馬場状態： GF=Good to Firm, Gd=Good, GS=Good to Soft, Sft=Soft, Hy=Heavy, 良=良馬場
- 競走成績は2012年7月21日現在

## 繁殖成績
|       | 生年   | 馬名                       | 性 | 毛色   | 父             | 馬主                   | 厩舎                           | 戦績       | 供用                                                             | 出典   |
| ----- | ------ | -------------------------- | -- | ------ | -------------- | ---------------------- | ------------------------------ | ---------- | ---------------------------------------------------------------- | ------ |
| 初仔  | 2014年 | ナッシングバットドリームズ | 牝 | 鹿毛   | Frankel        |                        |                                | 不出走     | 繁殖 産駒にルージュエヴァイユ （エリザベス女王杯2着、大阪杯3着） | [ 7 ]  |
| 2番仔 | 2015年 | ソリッドドリーム           | 騸 | 栗毛   | Frankel        | （有）社台レースホース | 栗東・角居勝彦 →北海道・林和弘 | 3戦0勝     | 引退                                                             | [ 8 ]  |
| 3番仔 | 2016年 | Faylaq                     | 牡 | 鹿毛   | Dubawi         |                        |                                | 35戦3勝    |                                                                  | [ 9 ]  |
| 4番仔 | 2017年 | Dreaming Eyes              | 牝 | 鹿毛   | Frankel        |                        |                                |            |                                                                  | [ 10 ] |
| 5番仔 | 2018年 | オンラインドリーム         | 牝 | 黒鹿毛 | Frankel        | 吉田千津               | 栗東・武幸四郎                 | 5戦1勝     | 繁殖                                                             | [ 11 ] |
| 6番仔 | 2020年 | アンデルセン               | 牝 | 鹿毛   | Kingman        |                        |                                | 不出走     | 繁殖                                                             | [ 12 ] |
| 7番仔 | 2021年 | ドリーミーデイ             | 牝 | 鹿毛   | Le Havre       | （有）社台レースホース | 栗東・久保田貴士               | 1戦1勝     | 繁殖                                                             | [ 13 ] |
| 8番仔 | 2023年 | デインドリームの2023       | 牝 | 鹿毛   | ロードカナロア |                        |                                | デビュー前 |                                                                  | [ 14 ] |

- 2025年4月18日時点

## 血統表
| デインドリーム (Danedream)の血統   | デインドリーム (Danedream)の血統              | デインドリーム (Danedream)の血統              | （血統表の出典）                              | （血統表の出典） |
| 父系                               | ニジンスキー系                                | ニジンスキー系                                | ニジンスキー系                                | [ § 2 ]          |
| 父 Lomitas 1988 栗毛 イギリス      | 父の父Niniski 1976 鹿毛 アメリカ              | Nijinsky II                                   | Nothern Dancer                                | Nothern Dancer   |
| 父 Lomitas 1988 栗毛 イギリス      | 父の父Niniski 1976 鹿毛 アメリカ              | Nijinsky II                                   | Flaming Page                                  |                  |
| 父 Lomitas 1988 栗毛 イギリス      | 父の父Niniski 1976 鹿毛 アメリカ              | Virginia Hills                                | Tom Rolfe                                     | Tom Rolfe        |
| 父 Lomitas 1988 栗毛 イギリス      | 父の父Niniski 1976 鹿毛 アメリカ              | Virginia Hills                                | Ridin' Easy                                   |                  |
| 父 Lomitas 1988 栗毛 イギリス      | 父の母La Colorada 1981 栗毛 ドイツ            | Surumu                                        | Literat                                       | Literat          |
| 父 Lomitas 1988 栗毛 イギリス      | 父の母La Colorada 1981 栗毛 ドイツ            | Surumu                                        | Surama                                        |                  |
| 父 Lomitas 1988 栗毛 イギリス      | 父の母La Colorada 1981 栗毛 ドイツ            | La Dorada                                     | Kronzeuge                                     | Kronzeuge        |
| 父 Lomitas 1988 栗毛 イギリス      | 父の母La Colorada 1981 栗毛 ドイツ            | La Dorada                                     | Love In                                       |                  |
| 母 Danedrop 1999 鹿毛 アイルランド | 母の父*デインヒル Danehill 1986 鹿毛 アメリカ | Danzig                                        | Northern Dancer                               | Northern Dancer  |
| 母 Danedrop 1999 鹿毛 アイルランド | 母の父*デインヒル Danehill 1986 鹿毛 アメリカ | Danzig                                        | Pas de Nom                                    |                  |
| 母 Danedrop 1999 鹿毛 アイルランド | 母の父*デインヒル Danehill 1986 鹿毛 アメリカ | Razyana                                       | His Majesty                                   | His Majesty      |
| 母 Danedrop 1999 鹿毛 アイルランド | 母の父*デインヒル Danehill 1986 鹿毛 アメリカ | Razyana                                       | Spring Adieu                                  |                  |
| 母 Danedrop 1999 鹿毛 アイルランド | 母の母Rose Bonbon 1984 鹿毛 フランス          | High Top                                      | Derring-Do                                    | Derring-Do       |
| 母 Danedrop 1999 鹿毛 アイルランド | 母の母Rose Bonbon 1984 鹿毛 フランス          | High Top                                      | Camenae                                       |                  |
| 母 Danedrop 1999 鹿毛 アイルランド | 母の母Rose Bonbon 1984 鹿毛 フランス          | Lady Berry                                    | Violon d'Ingres                               | Violon d'Ingres  |
| 母 Danedrop 1999 鹿毛 アイルランド | 母の母Rose Bonbon 1984 鹿毛 フランス          | Lady Berry                                    | Moss Rose                                     |                  |
| 母系(F-No.)                        | (FN:14)                                       | (FN:14)                                       | (FN:14)                                       | [ § 3 ]          |
| 5代内の近親交配                    | Northern Dancer 4×4、Natalma 5×5･5、Ribot 5×5 | Northern Dancer 4×4、Natalma 5×5･5、Ribot 5×5 | Northern Dancer 4×4、Natalma 5×5･5、Ribot 5×5 | [ § 4 ]          |
| 出典                               | 1. 2. 3. 4.                                   | 1. 2. 3. 4.                                   | 1. 2. 3. 4.                                   | 1. 2. 3. 4.      |

近親にキンシャサノキセキ（高松宮記念）がいる。

## 参考資料
- “Danedream Horse Pedigree” (英語).   Thoroughbred Database. 2011年11月16日閲覧。